# Coiba-agoeti
De coiba-agoeti (Dasyprocta coibae) is een zoogdier uit de familie van de agoeti's en acouchy's (Dasyproctidae). De wetenschappelijke naam van de soort werd voor het eerst geldig gepubliceerd door Thomas in 1902.

## Voorkomen
De soort komt alleen voor op het eiland Coiba in Panama.